# Барроу (аэропорт)
Аэропорт Барроу (англ. Wiley Post-Will Rogers Memorial Airport), (ИАТА: BRW, ИКАО: PABR, FAA LID: BRW) — государственный гражданский аэропорт, расположенный в населённом пункте Барроу (Аляска), США. Находящийся на побережье Чукотского моря на 71,29 градусе северной широты Аэропорт Барроу является самым северным аэропортом Соединённых Штатов Америки.
Аэропорт Барроу имеет второе официальное название Аэропорт имени Уили Поста-Уилла Роджерса по именам американских авиатора Уили Поста и комика Уилла Роджерса, погибших в авиакатастрофе в 1935 году.

## Операционная деятельность
Аэропорт Барроу расположен на высоте 13 метров над уровнем моря и эксплуатирует одну взлётно-посадочную полосу:
- 6/24 размерами 1981 х 46 метров с асфальтовым покрытием.

За период с 1 января 2006 года по 1 января 2007 года Аэропорт Барроу обработал 11 750 операций взлётов и посадок самолётов (в среднем 32 операции ежедневно), из них 51 % пришлось на рейсы аэротакси, 38 % составила авиация общего назначения, 10 % — регулярные коммерческие перевозки и менее 1 % — рейсы военной авиации.